# Rock Star
«Rock Star» —en español: «Estrella de rock»— es una canción pop rock interpretada por la cantante estadounidense Miley Cyrus para la serie de televisión de Disney Channel Hannah Montana. Cyrus interpreta la canción como el personaje Hannah Montana, quien es el alter ego de la protagonista de la serie, Miley Stewart. La canción forma parte de la banda sonora de la segunda temporada de la serie de televisión y es una de las canciones ícono del personaje. También fue utilizada para promover la película-concierto en 3D Hannah Montana & Miley Cyrus: Best of Both Worlds Concert. En el concierto en sí, "Rock Star" fue la primera canción interpretada por Cyrus. 
"Rock Star" fue declarada, por Radio Disney, la 21.ª mejor canción de 2008.

## En Hannah Montana
La canción se escuchó por primera vez en el episodio de la segunda temporada de Hannah Montana, "Bye Bye Ball" en la que Hannah interpreta la canción en un restaurante italiano junto con Joey Vitolo (Joey Fatone). 
La canción es escuchada nuevamente en el episodio "(We're So Sorry) Uncle Earl" en el que el tío de Miley Stewart, Earl (David Koechner) cumple su sueño de convertirse en una estrella de rock después de realizar la canción en el escenario con Hannah. Earl incluye un solo de guitarra espectacular que gana los elogios de la crítica musical de Barney Bittman (Gilbert Godfried). Bittman describe la canción como "puro, de la vieja escuela, el rock and roll Kick butt - la forma en que debe ser". 
En "Ready, Set, Don't Drive" Miley escucha la canción en su coche camino a la fiesta de Ashley e improvisa la letra. La canción la distrae de apagar la señal de la vuelta que lleva a su detención por el oficial Diaria.

## Video musical
El video muestra a Miley Cyrus (como Hannah) interpretando la canción en vivo en un concierto del Best of Both Worlds Tour.

## Formatos y lista de canciones
1. "Rock Star" (Album Version) - 2:59
2. "Rock Star" (Live Version) - 3:35
3. "Rock Star" (Chris Cox Remix) - 3:42

## Posiciones
"Rock Star" logró debutar y llegar al número 81 en el Billboard Hot 100 y al número 80 en el Canadian Hot 100, debutando en el número 84.

### Listas
| Listas (2008)                    | Posición |
| -------------------------------- | -------- |
| Canadian Hot 100                 | 80       |
| Hot Canadian Digital Singles     | 59       |
| U.S. Billbaord Hot 100           | 81       |
| U.S. Billboard Hot Digital Songs | 41       |
| U.S. Billboard Pop 100           | 53       |
| ITunes Canada                    | 17       |

## Certificaciones
| País (Organismo certificador) | Certificaciones | Ventas certificadas | Ref.  |
| ----------------------------- | --------------- | ------------------- | ----- |
| Estados Unidos (RIAA)         | Platino         | 1 000               | [ 2 ] |